# Castelo de Villandry

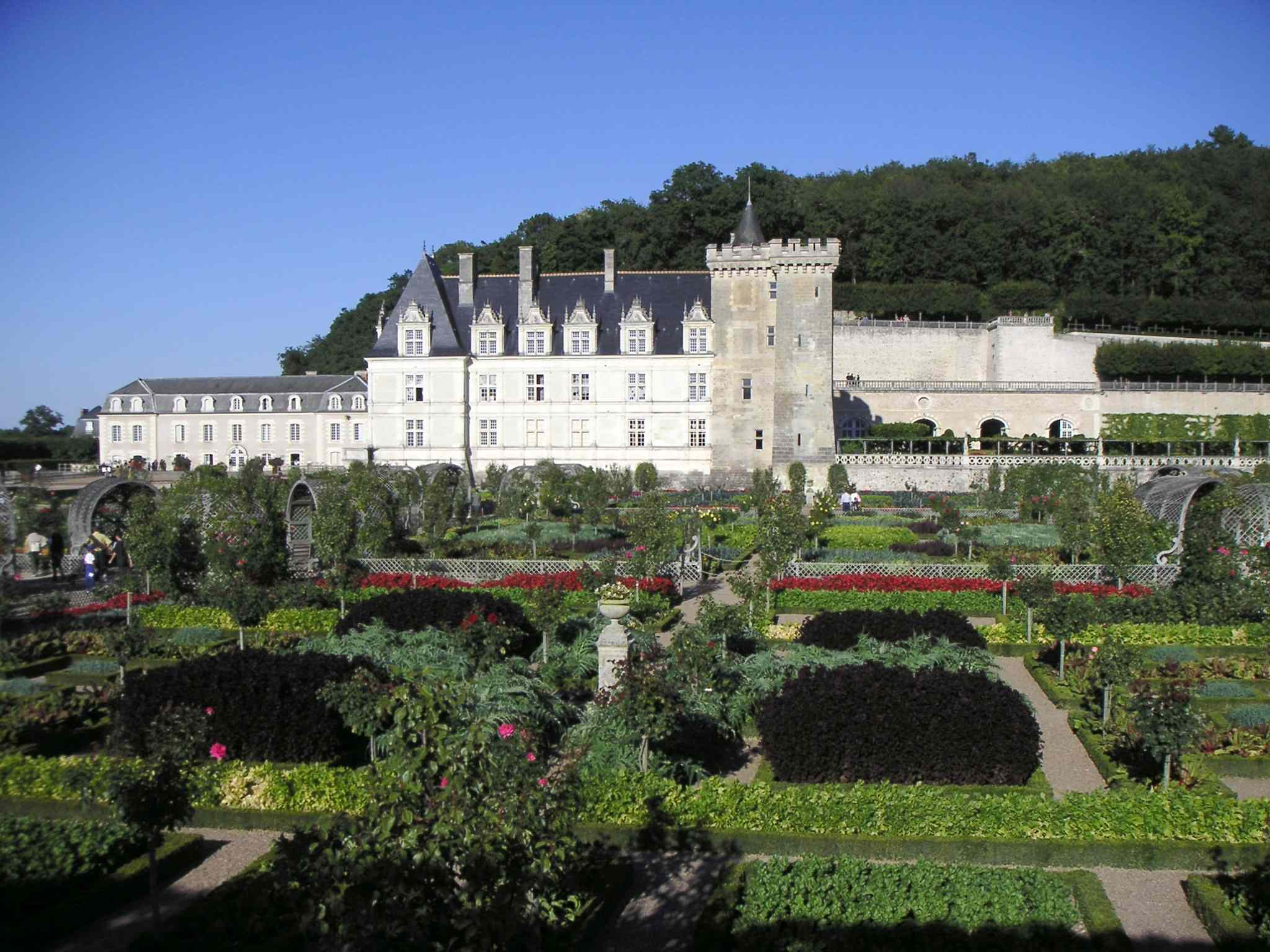
O Château de Villandry visto dos jardins.

O Château de Villandry é um palácio da França, localizado na comuna de Villandry, departamento de Indre-et-Loire. Fica situado a 15 km. de Tours pela estrada D7.
O Château de Villandry, terminado cerca de 1536, foi o último dos grandes châteaux construídos nas margens do Rio Loire na época do Renascimento. No início do século XX foi comprado por Joachim Carvallo, bisavô dos actuais proprietários, que o restaurou completamente.
O palácio é conhecido pelos seus três jardins, a torre de menagem domina o parterre decorativo (1 ha), o jardim ornamental e o jardim de água.
O interior data do século XVIII.

## História
As terras onde foi erguido o Château de Villandry eram conhecidas como Colombier até ao século XVII. A propriedade foi adquirida no início do século XVI por Jean Le Breton, ministro das finanças durante o reinado de Francisco I, figurando as suas armas sobre a lucarna da esquerda.
Por conta da Coroa, Breton havia dirigido durante longos anos a construção do Château de Chambord, junto ao qual mandou erguer uma réplica "em miniatura" de Villandry: o Château de Villesavin. Anteriormente, havia sido embaixador em Roma, onde pôde estudar, nos tempos livres, a arte dos jardins.

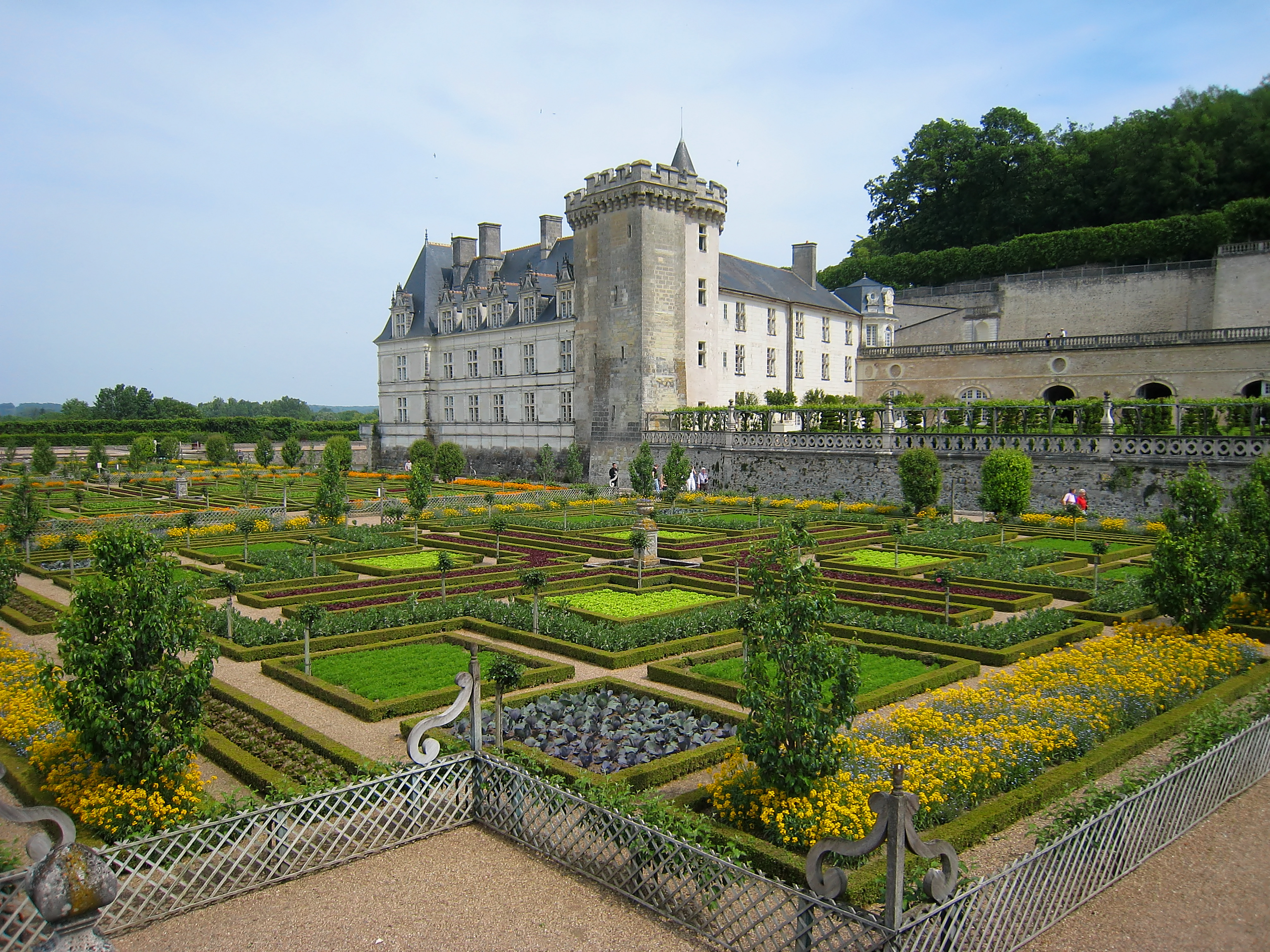
Parterre com o Château de Villandry ao fundo.

Jean Le Breton, para construir o actual palácio, mandou arrasar uma velha fortaleza do século XII, da qual restam apenas as fundações e a torre de menagem que se encontra por trás do cour d'honneur (pátio de honra). Foi nesta fortaleza que teve lugar, no dia 4 de Julho de 1189, a "Paix de Colombiers" (Paz de Colombiers - sendo Colombiers o nome de Villandry na Idade Média), no curso da qual Henrique II Plantageneta, Rei de Inglaterra, veio à presença de Filipe II, Rei de França, reconhecer a sua derrota. Esta paz marca uma etapa essencial do triunfo da Dinastia Capetíngea sobre os grandes senhores feudais, à cabeça dos quais se encontravam os Plantagenetas, cujo imenso domínio francês compreendia a Normandia, a Bretanha, o Maine, a Touraine, Anjou, Poitou e a Aquitânia.

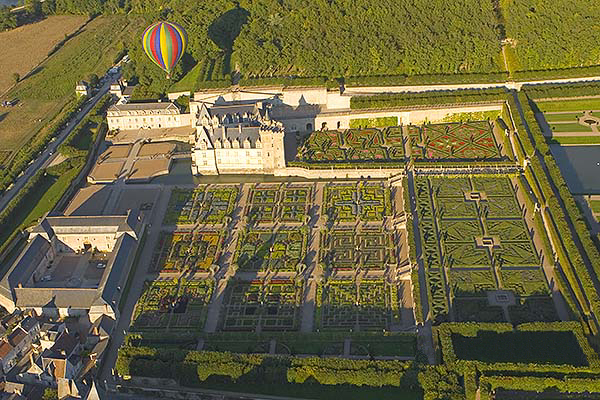
Vista aérea do Château de Villandry e dos seus jardins.

Os descendentes de Jean le Breton conservaram o Château de Villandry até 1754, ano em que se tornou propriedade do Marquês de Castellane, embaixador do Rei e membro de uma família muito ilustre da nobreza provençal. Este último mandou construir as dependências de estilo clássico que se podem ver de um lado e do outro do adro. Mandou ainda renovar o interior do palácio, adaptando-o às normas do conforto do século XVIII, muito mais próximas dos conceitos actuais que as do Renascimento.
No século XIX, o jardim tradicional foi destruído para dar lugar a um parque à inglesa em volta do palácio (ao estilo do Parque Monceau, em Paris).
Em 1906, o Château de Villandry foi comprado pelo Dr. Joachim Carvallo, um médico nascido em Espanha no ano de 1869, bisavô dos actuais proprietários. Este abandonou a sua brilhante carreira científica que conduzia ao lado do professor Charles Richet, (Nobel da Fisiologia/Medicina de 1913), para se consagrar unicamente a Villandry. Deste modo, salvou o palácio, que se encontrava a ponto de ser demolido, e criou os jardins que se podem admirar actualmente, em plena harmonia com a arquitectura renascentista do edifício. Joachim Carvallo foi, igualmente, o fundador da "Demeure Historique" (Residência Histórica), a primeira associação que reagrupou os proprietários dos châteaux históricos. Foi, ainda, um pioneiro na abertura destes monumentos ao público.

## Galeria de imagens do Château de Villandry e dos jardins

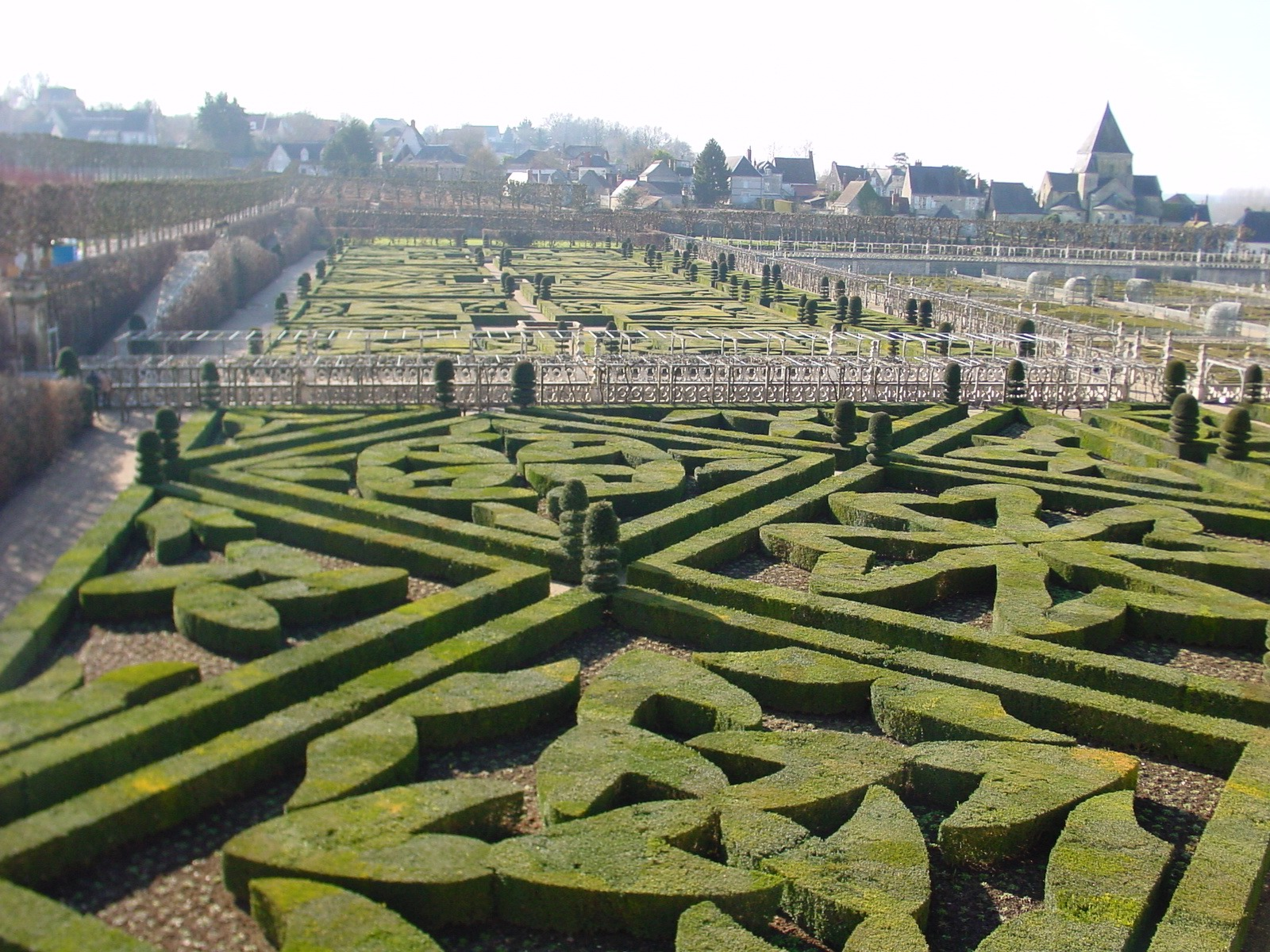
Jardins do Château de Villandry
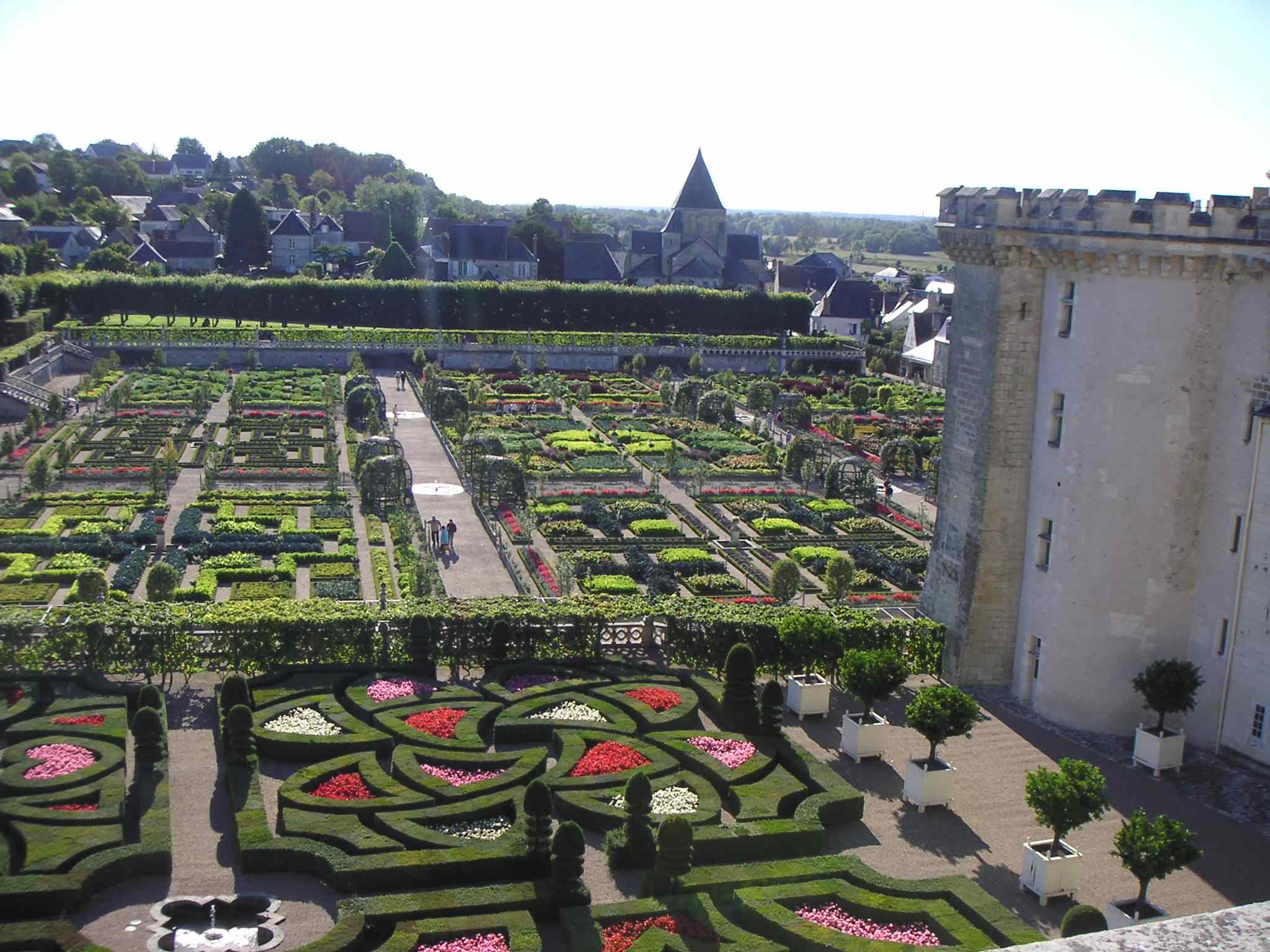
Jardins do Château de Villandry
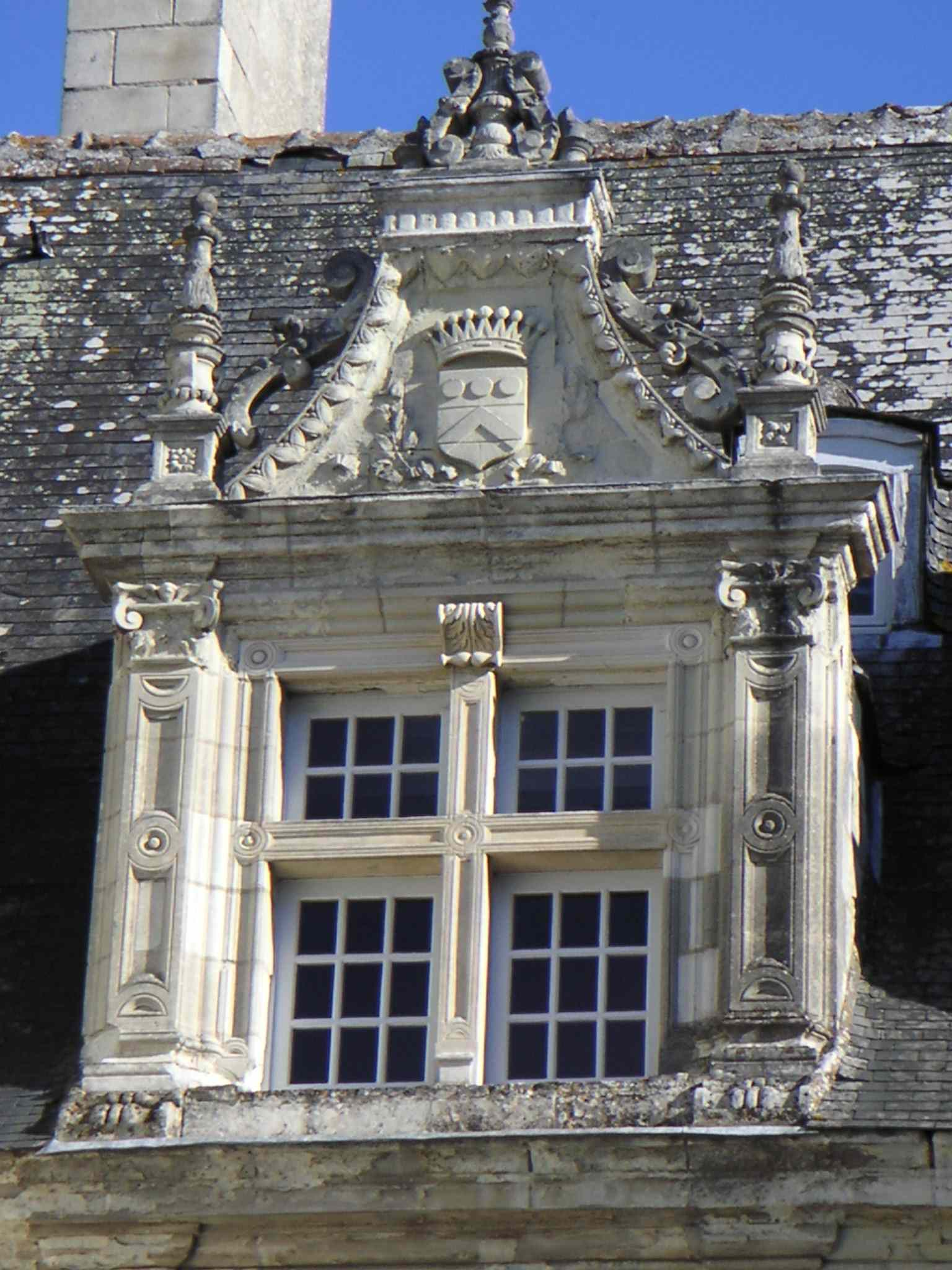
Lucarna renascentista no Château de Villandry
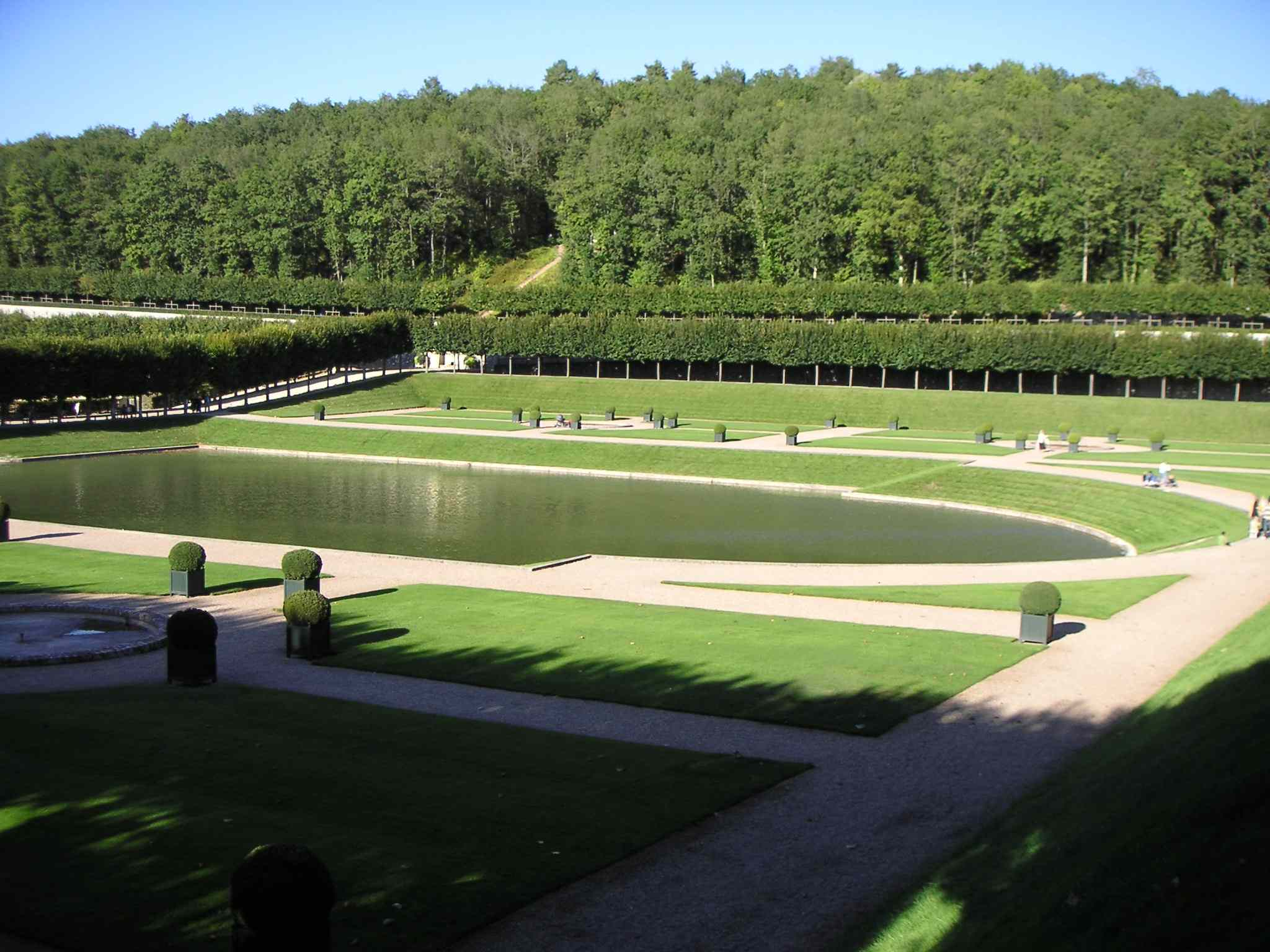
O jardim de água do Château de Villandry
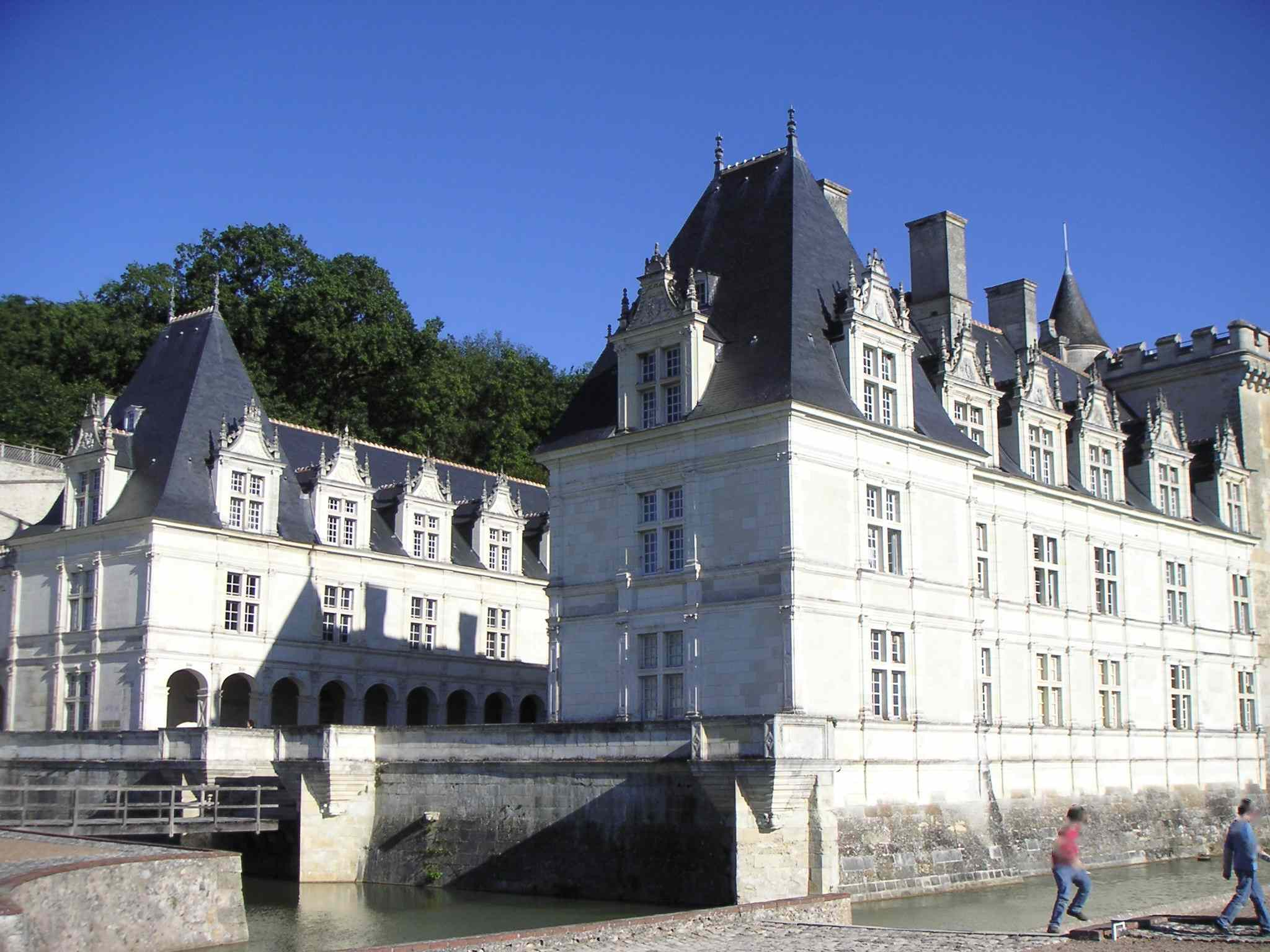
Vista das duas alas do Château de Villandry
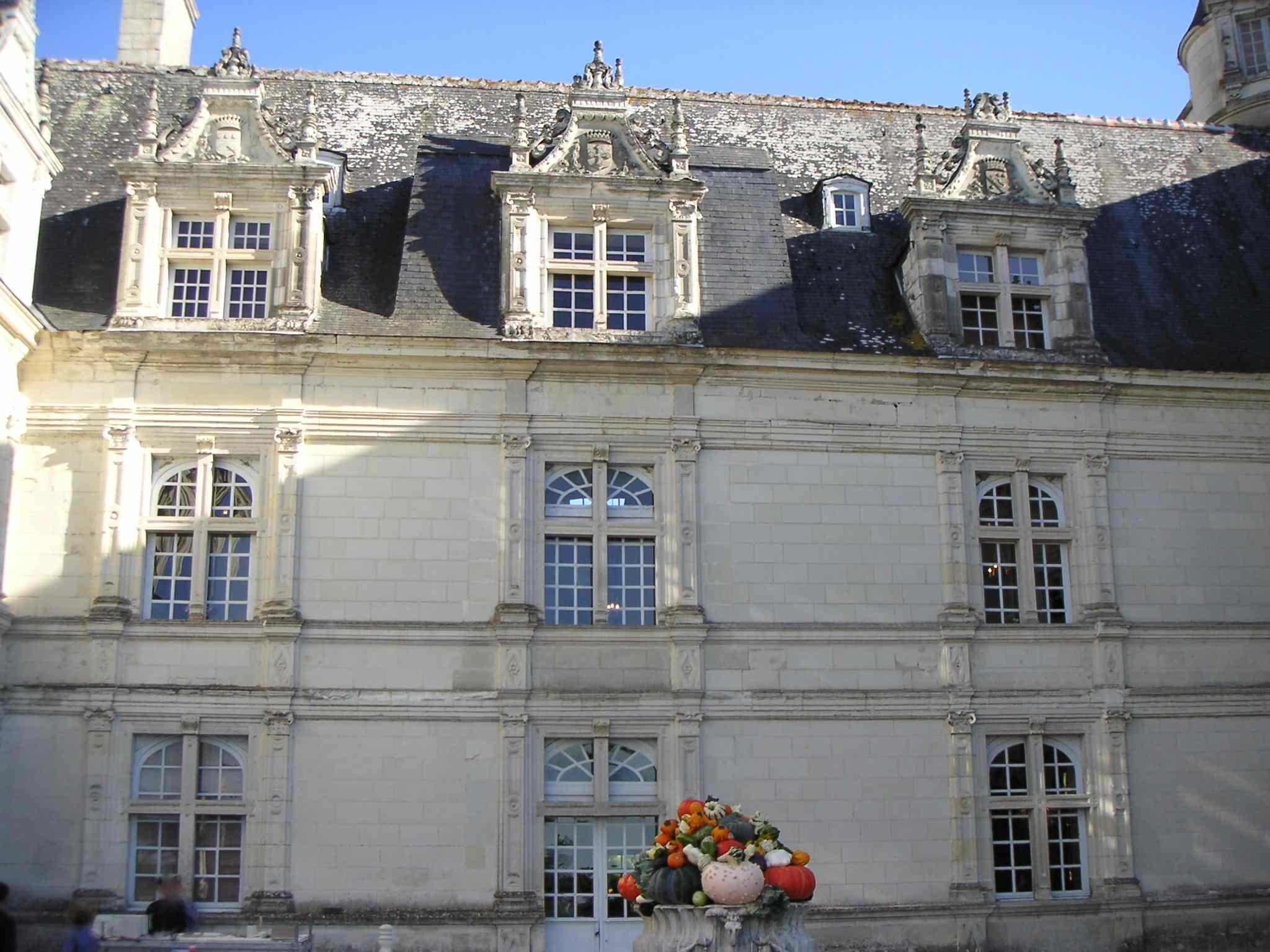
Ala central do Château de Villandry
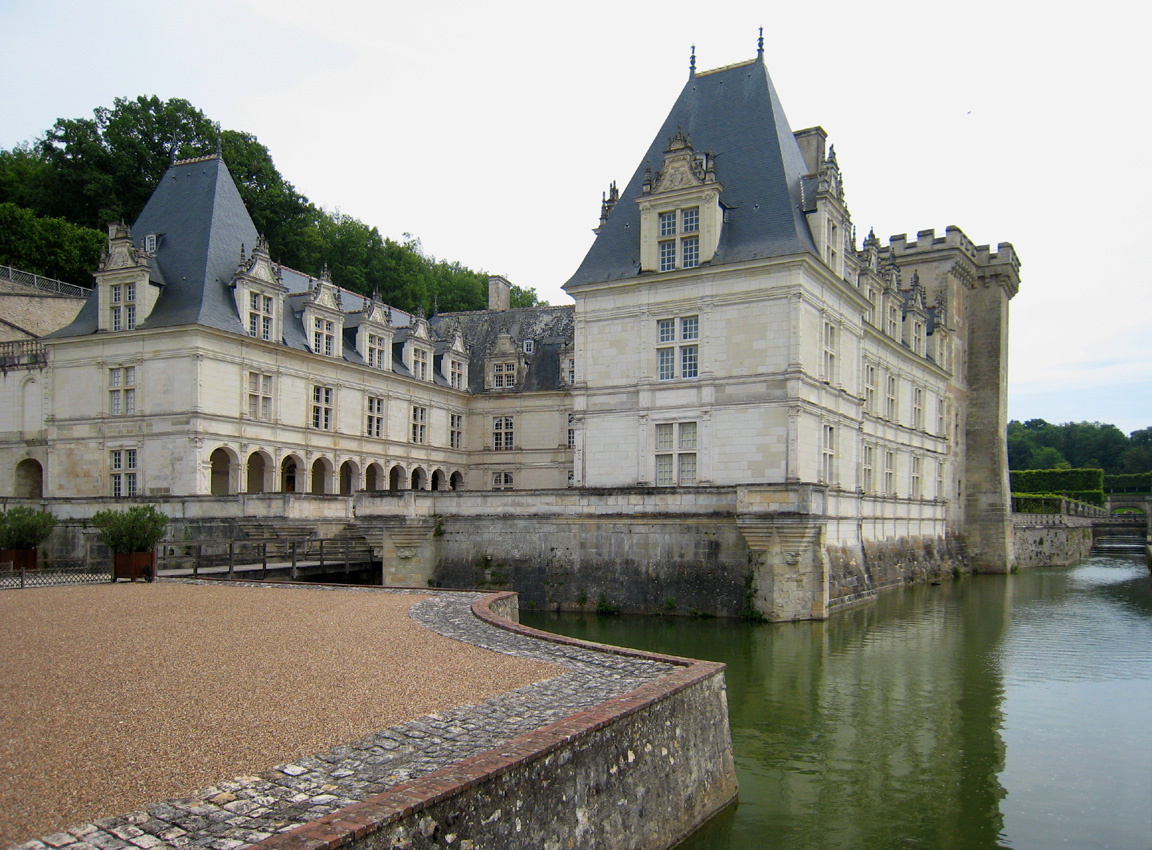
As duas alas do Château de Villandry
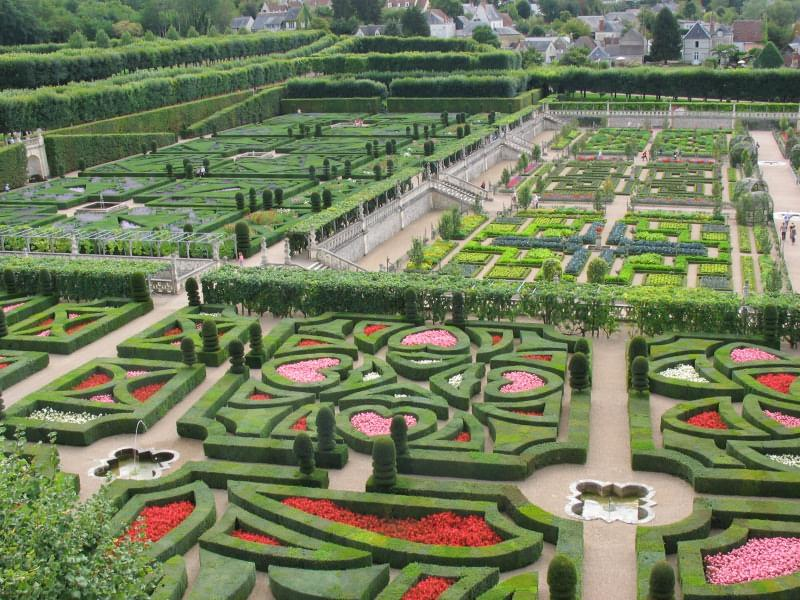
Jardim do Château de Villandry